# 14065 Flegel
14065 Flegel è un asteroide della fascia principale. Scoperto nel 1996, presenta un'orbita caratterizzata da un semiasse maggiore pari a 2,5788971 UA e da un'eccentricità di 0,1587149, inclinata di 2,22695° rispetto all'eclittica.
L'asteroide è dedicato a Mike Flegel, astronomo amatoriale e membro della Royal Astronomical Society of Canada.